# Ko Kyung-doo
Ko Kyung-doo (ur. 26 października 1971) – południowokoreański judoka. Olimpijczyk z Sydney 2000, gdzie odpadł w pierwszej rundzie w wadze ciężkiej.
Uczestnik mistrzostw świata w 1995. Trzeci na uniwersjadzie w 1995 roku.

## Letnie Igrzyska Olimpijskie 2000
| Konkurencja | Rundy eliminacyjne          | Klas. końcowa |
| Konkurencja | Przeciwnik I                | Miejsce       |
| ----------- | --------------------------- | ------------- |
| +100 kg     | Harry Van Barneveld (BEL) P | 1 runda       |